# Альфонсув (Ласький повіт)
Альфонсув (пол. Alfonsów) — село в Польщі, у гміні Водзеради Ласького повіту Лодзинського воєводства.
У 1975-1998 роках село належало до Серадзького воєводства.